# メルバ・エルナンデス
メルバ・エルナンデス（Melba Hernández、1921年7月28日 - 2014年3月9日）は、キューバの政治家。